# Antonio Arroyo
Antonio Arroyo, född 9 maj 1994, är en spansk simmare.
Arroyo tävlade för Spanien vid olympiska sommarspelen 2016 i Rio de Janeiro, där han blev utslagen i försöksheatet på 1500 meter frisim.